# 플라멘 오레샤르스키

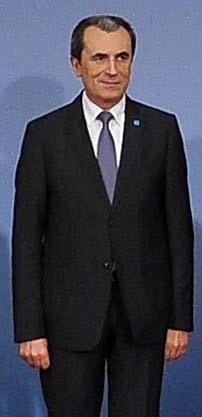
플라멘 오레샤르스키

플라멘 바실레프 오레샤르스키(불가리아어: Пламен Василев Орешарски, 1960년 2월 21일~)는 불가리아의 정치인이다.
1985년 국가 세계 경제대학교를 졸업했으며 1995년부터 1997년까지 불가리아 증권 거래소 관리위원회 위원을 역임했다. 1997년부터 2000년까지 유니크레딧 불뱅크(UniCredit Bulbank)의 이사로 근무했다.
2005년 8월 17일부터 2009년 7월 27일까지 불가리아 재무부 장관을 역임했고 2013년 5월 29일부터 2014년 8월 6일까지 불가리아의 총리를 역임했다.